# 흥덕중학교 (전북)
흥덕중학교(興德中學校)는 대한민국 전북특별자치도 고창군 흥덕면 흥덕리에 있는 공립 중학교이다.

## 학교 연혁
- 1948년 4월 10일 : 흥덕학원 인가(1학급)
- 1952년 4월 3일 : 흥덕중학교 개교(3학급)
- 1979년 3월 1일 : 학급 증설 (15학급)
- 2002년 9월 25일 : 후관 교실 13실 증·개축
- 2022년 9월 1일 : 제32대 송인종 교장 취임
- 2024년 2월 8일 : 제72회 졸업식(11명 졸업, 총 졸업생수 8,230명)

## 참고 자료
- 흥덕중학교 - 한국교육학술정보원 학교알리미